# 寇克/史巴克同人

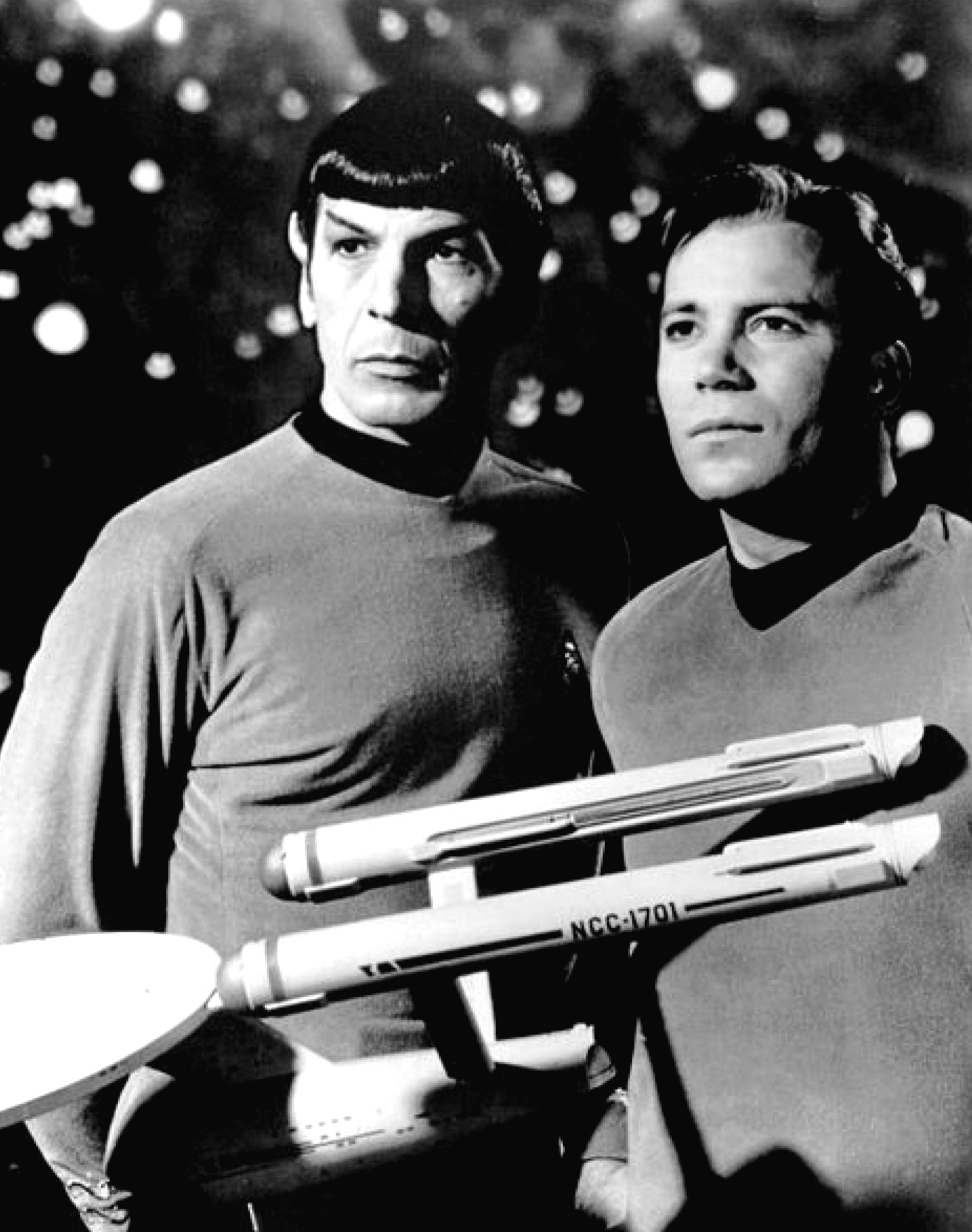
史巴克（左）和寇克（右）

寇克/史巴克同人（英語：Kirk/Spock，常簡寫為）是一種同人誌創作，描寫美國影集星際爭霸戰（後來也出現在其他星艦奇航記系列作品）的兩位主角詹姆斯·T·柯克和史巴克的同性戀關係，最早出現於1960年代。美國傳播學及電影藝術學者Henry Jenkins認為這類創作可能是歷史上最早的同性配對和同性配對創作，其發展較少受其他同人創作影響；相反地，許多其他主題的同人創作都是受到寇克/史巴克同人的啟發。
這類創作在初期即出現了以戀愛和或性關係為主軸的作品，一直到至1998年，寇克/史巴克同人是持續最久、作品最多、最廣為人知的同人創作，許多關於同人創作的學術研究也以此為主題。

## 起源

### 同人創作
星際爭霸戰的影迷創辦了最早的影視主題愛好者雜誌以及同人作品。第一本雜誌是1967年的，不只刊登同人創作，還有評論文章以及編劇和演員來信分享幕後花絮。此後各種專門刊登同人創作的雜誌如雨後春筍。至1969年影集取消後，唯一仍在發行中的新作品就是同人創作，影迷雜誌和同人創作的數量不減反增。在這些同人創作中，也包括不少描繪成人情節的作品，特別是史巴克的外貌加上瓦肯人的堅忍以及七年一次的性行為吸引許多女影迷的遐想。

### 角色關係
在拍攝星際爭霸戰第一季時，飾演寇克的威廉·夏特纳和飾演史巴克的伦纳德·尼莫伊發生了摩擦。雖然寇克是艦長和名義上的主角，但史巴克更受觀眾歡迎（特別是女性觀眾）。尼莫伊收到更多劇迷來信並向薛特納炫耀，薛特納則開始搶奪劇中所有其他角色的戲份。兩人的競爭影響了整個劇組。為了弭平衝突，避免影響拍攝，金·羅登貝瑞刻意讓兩人的角色建立緊密的信任、依賴和友情，如此一來，觀眾總是把兩人放在一起，任一角色的成功也就同時代表了另一角色的成功。
正是這樣的角色互動，讓觀眾能夠輕易地將兩人的關係解讀為戀情。例如在在第一季的《上岸假》（Shore Leave）一集中，有人幫寇克做背部按摩，寇克以為按摩的是史巴克。雖然寇克在影集中常和許多女性發展出情感，他總是以艦上的職責為由拋下女伴，然而他又常常為了史巴克的安危而讓企業號冒險。第一集電影《星艦迷航記》中，平常完全抑制情緒的史巴克理解了「情緒是讓人生更豐富的重要一環」，之後他躺在醫務室中握著寇克的手，說他「理解這個簡單的情感」。台詞和握手的動作都帶有模糊空間，可以解讀成同性戀情。兩人在影集中出現的許多眼神互動和肢體動作也常有類似的模糊空間。

### 同性配對
在前述背景下，創作成人同人作品的影迷注意到寇克和史巴克的緊密關係，於是將兩人配對，創作出許多配對作品。這些同性配對作品主要來自女性影迷以及LGBT社群，可能是最早的腐女次文化。為了區隔作品內容，如果只是描寫兩人友情的作品，會用「&」符號標示為K&S，若是描述兩人戀情和性關係，則用斜線標示為或簡寫為K/S。目前已知最早的K/S作品是1974年刊證在《Grup》影迷雜誌的《脫離時間的碎片》（A Fragment Out of Time），由寫成。此作品中包含一場性行為，但刻意讓參與者的身份和性別保持隱誨，不過作者後來表示就是寇克和史巴克:281:18,19,24。
雖然許多最初的星艦迷都是科幻迷，但隨著影集流行，也有些觀眾不是被科幻吸引，而是喜歡劇中角色的英雄冒險、友情、或是戀愛故事；這造成影迷創作中，有不少作品著重在人物關係而不是科幻元素，尤其寇克和史巴克的友情特別受到這些影迷的關注。這些創作，不論是描寫友情或戀情，傾向讓兩人離開星艦，以減少科幻元素的干擾:23。隨著非科幻影迷的人數增長，第一本專門寫兩人戀情的影迷雜誌在在1976年創刊，並且描寫友情的作品也在幾年內這類成了影迷創作的主流:23，至1987年，專門描寫兩人戀情的雜誌有30本，其他類型的影迷雜誌則有47本:77。

## 常見橋段
為作者來說，使用《星艦迷航記》的既有背景以及寇克和史巴克作為主角的優勢，是可以不用重新解釋此架空世界和角色的各種設定，讀者都已經熟悉。但相較於影集總是以任務為核心，作者必須解釋為什麼兩人有空閒時間談情說愛、做任務以外的事情。常見的處理方式是上岸假，或是讓兩位角色之一在任務中受到傷害，另一人前來提供寬慰。
依據影集的設定，瓦肯人每七年會經歷一次「龐發」（發情期），並且根據第二季的《Amok Time》一集中的暗示，瓦肯人在此時必須進行性行為，否則會死亡。有些作品以這個設定為基礎發展故事。不過有些人認為男性間的同性性行為無法解決龐發:39，或指出照劇集中的說法瓦肯人只能和從小指定的伴侶發生性關係。
另一個常見的橋段是瓦肯人的心靈感應能力，有些故事以此解決兩人感情故事中的衝突，或是藉此讓寇克也進入龐發:29。
雖然正劇中對於同性關係的立場並不明確，劇中仍可挑出帶有同性情色氛圍的片段，也有不少同人影片的製作者將這些片段簡輯出來。

## 2009重啟電影
在2009年的重啟電影《星際爭霸戰》中，史巴克和女通訊官妮歐塔·烏瑚拉成了一對異性戀人。這造成一些同人粉絲對烏胡拉的反感。Henry Jenkins認為烏瑚拉的角色在電影中主要只是作為史巴克愛慕的對象，以便在未來和寇克產生三角戀，以及作為對同性同人創作的直接否定。然而，在電影上映後的一周內上傳到知名同人小說網站fanfiction.net的作品中，將寇克和史巴克配對的作品仍然遠多於描寫寇克和烏瑚拉的作品；專研女性和太空科技的Margaret A. Weitekamp和專研女性和媒體的Christine Scodari認為，直性向女性創作者過去因為缺少可以投射自身的女性角色，才會發展出將男同性戀配對，不應該利用自身對同性戀的愛好而打壓女性角色。烏瑚拉的戀情比起過去對黑人女性的描寫是一進步，過往的媒體中的黑人女性少有主動的戀情。

## 影響

### 同人圈
寇克/史巴克同人是西方流行文化中最早的同性同人配對。源自瓦肯人的「發情期」概念後來變成男男配對作品中的常見橋段。

### 社會
美國民俗學者和小說家Camille Bacon-Smith認為寇克/史巴克同人使女性可以不帶批評地公開討論性傾向:323；同人中的寇克和史巴克是兩個平等且互補的個體，可以身兼同事和戀人，而且這個關係是讓他們的工作表現更好。有位粉絲如此評論：「寇克/史巴克同人應有盡有：友情、最後會解開的愛情衝突、藉由犧牲所表現出的巨大付出、長達數十年的信任和承諾。很難找到其他虛構戀人能做到這麼多，做得這麼好。」

### 劇組的反應
雖然星際爭霸戰吸引了一批女性劇迷，但由於製作方一直認定科幻片的主要觀眾是年輕男性，所以一直未認可女劇迷和同性配對作品。1978年，原製作人金·羅登貝瑞的助理Susan Sackett寄給英國影迷俱樂部的信中如此評論寇克/史巴克同人配對：「金和派拉蒙高層認為這對星艦的概念有害，因為這從來不是創作此影集的目的。」
編劇之一D.C. Fontana被問到《Amok Time》等集中，是否刻意加入了同性情愛時，回答：「沒有，劇本中沒有同性戀的暗示，至少沒有刻意加入。如果有些觀眾選擇從對白等地方作出這樣的解讀，那是他們的觀點，但不是我們的。編劇Theodore Sturgeon想要展示的是史巴克的內在人性對抗外在文化的掙扎、他的成長環境及半瓦肯血統如何促使他在失控的情境中試圖控制情緒，並一窺瓦肯文化中以前沒見過的面向。就只是這樣而已。我聽這胡扯好多年了，尤其是寇克和史巴克的部份，這完全沒有根據。」
製作人羅登貝瑞在一場訪問中提及他是看了夏特纳在扮演亞歷山大大帝，才選擇讓他飾演寇克，有些影迷將亞歷山大和赫费斯提翁的關係拿來跟寇克和史巴克作比較：
訪問：在星艦迷之間目前有許多寫作把亞歷山大和赫費斯提翁的關係拿來和寇克及史巴克作比較，強調強烈的友情、以及他們願意為對方而死的感情。

羅登貝瑞：是的，確實有一些，帶有愛的意味，深刻的愛。差別在於：希臘式的愛，影集中從來沒有暗示過肉體關係。但是……如果23世記流行那樣的方式的話，我們確實覺得情感足夠強烈……（思考）……好問題，我沒想過這點。
星際爭霸戰的編劇David Gerrold也曾評論過寇克/史巴克同人創作。在1985年，他說：
我最近常在說的事實是寇克和史巴克並非戀人，他們甚至不是男朋友，只是好朋友。這得罪了一整個認定他們是戀人的次文化。幾週前在密尔沃基的影迷聚會上，有位女士來跟我講這個，討論了三十分鐘，最後我只好說：「停，我們在爭論的是兩個虛構角色有沒有把手伸進對方的褲子裡！」
同人圈認為，由於劇組不支持描寫兩人戀情的創作，他們在第一部電影的小說以及二部電影中加入了以下橋段否認兩人的關係：
與「朋友」這個人類概念最接近的瓦肯概念是t'hy'la，這個字也可以指兄弟和戀人。史巴克的確實把寇克當作兄弟看待。但由於t'hy'la也能指戀人，而寇克和史巴史的友情又是少見地緊密，有些人猜測兩人其實是戀人。在我們的要求下，寇克少將給了如下評論：
我一直不䁱得這個「戀人」謠言，但我聽說史巴克遇過許多次。據說他總是用他招牌的上揚右眉毛否定它，這通常表示某種程度的驚訝、不信和厭煩。至於我……我一向覺得我最能由叫作女性的生物得到滿足，此外，我不希望有人覺得我會笨到選擇一位七年才發情一次的伴侶。——1979年第一部電影星际旅行：无限太空上映時一同發行的小說版，由原製作人金·羅登貝瑞共同執筆
我一直來、並且永遠都會是，你的朋友——第二部電影《星际旅行II：可汗怒吼》中，史巴克在臨終前留給寇克的話
2009年重啟電影的史巴克演員沙查·昆圖在2013年的一場影迷聚會上被問及新的史巴克和寇克、以及他和寇克的演員克里斯·潘恩是不是戀人（昆圖本身也是同性戀），他回答：
我對同人小說的作者及讀者沒有任何不敬的意思。我對這完全沒有興趣，這不吸引我。我理解為什麼有些人對這有興趣，我尊重他們的愛好，但我認為寇克和史巴克只是好朋友，我和克里斯絕對只是朋友。不同的看法反映的是持這種看法的人，不是反映角色。